# Assemblée communautaire fransaskoise
Pour les articles homonymes, voir ACF.
L’Assemblée communautaire fransaskoise (ACF) est l’organisme porte-parole de la francophonie en Saskatchewan. Son rôle est d’assurer le développement de la communauté fransaskoise et d’en défendre les intérêts. L'Assemblée communautaire fransaskoise est composée d'une Assemblée des députés communautaires (ADC), qui rassemble 15 députés communautaire et une présidence élus à un suffrage impliquant les parlants français résidants de la province canadienne de la Saskatchewan. L'ADC est l'organe de décision de l'organisme.

## Historique
L’appel à l’unification des forces francophones de la province de la Saskatchewan est lancé dans l’hebdomadaire Le Patriote de l’ouest en 1911. Cet appel à l’unification a été la base d’un rassemblement à Duck Lake les 27 et 28 février 1912. Ayant comme but premier de défendre les intérêts des francophones de la Saskatchewan, cet organisme sera ultimement voué à la gouvernance de la communauté fransaskoise. Dès la première heure, elle se concentra sur la question des droits scolaires et de l’immigration francophone. Tout au long du vingtième siècle, elle donna le coup d’envoi à la création de nouveaux organismes et institutions francophones et elle initiera et supportera les initiatives vouées au développement du fait français en Saskatchewan.

### Besoin de se rassembler
En 1910, la Saskatchewan a 5 ans d’existence, vingt-trois mille francophones habitent son territoire. Ces francophones sont éparpillés partout dans la province, installés dans une centaine de petites localités. Cette même année, la Compagnie de la Bonne Presse est créée à Duck Lake. Le premier numéro de son journal, le Patriote de l'Ouest, est publié le 22 août. Les buts du journal sont de servir les francophones de l'Ouest et de défendre leurs intérêts, de conserver la langue française et de voir à l'augmentation du nombre de parlants français dans l'Ouest canadien. L'envergure de la mission du journal est immense et il devient évident du besoin de liens étroits entre les groupements éparpillés de francophones de la Saskatchewan. En 1911, le mot d'ordre fut donné : « Fêtons la St.-Jean-baptiste dans toutes les paroisses françaises de la Saskatchewan ». C'est un prêtre Oblat, le Père Achille Auclair, rédacteur du Patriote de l'Ouest qui invite ainsi la population. De ces festivités de ce 24 juin 1911, une idée dominante s'est manifestée dans la plupart des paroisses: l'Union de chaque groupe français de la Saskatchewan, la nécessité de connaître les besoins de chaque groupe afin de pouvoir s'aider mutuellement et de là, la nécessité des réunions régulières de la St-Jean-Baptiste et la nécessité de nous servir du français en toutes circonstances. Le Père Auclair se charge par la voix du Patriote de l'Ouest de préparer la population. À la suite des souhaits exprimés en faveur d'une union des francophones, il revient toutes les semaines avec un éditorial et un programme d'action qui se précise davantage et qui deviendra réellement le programme de départ de l’ACFC.

### «Consultation populaire» des 27 et 28 février 1912
Au-delà de 450 personnes ont assisté à une réunion tenue à Duck Lake les 27 et 28 février 1912. Cette rencontre est reconnue comme étant le Congrès de fondation de l'ACFC d'aujourd'hui. On y jeta la base de cette grande organisation. Au terme de la rencontre, la Société du Parler français de la Saskatchewan a été fondée et un comité permanent a été formé, composé de Maurice Quennelle, notaire et maire de Wauchope, le Père Henri Delmas OMI, directeur de l'école St. Michel de Duck Lake, et de l'Abbé Charles Maillard alors prêtre à Wolseley. A été également choisie la délégation qui représenta la Saskatchewan au Congrès de la langue française à Québec en juin 1912. Mgr Mathieu, Mgr Charlebois, M. Alphonse Turgeon, P. Lacoste, OMI Vicaire de Prince Albert, Maurice Quenelle, Père Delmas, l’abbé Charles Maillard, Père Auclair, rédacteur du Patriote de l'Ouest, l'abbé Bérubé, missionnaire colonisateur à Vonda, PE Myre, directeur de la Bonne Presse et curé de Marcelin, Amédée Cléroux, agent d'immigration à Vonda, et Louis Schmidt, historien à St Louis. Nombreux furent les discours prononcés à l'occasion de cette Convention où l'on portait une attention sur les questions d'importances vitales pour les Canadiens-Français. L'Honorable Alphonse Turgeon a exposé le statut légal de la langue française en Saskatchewan; l'abbé Bérubé a expliqué la nature des difficultés rencontrées dans l'enseignement du français, en raison de l'absence d'une école normale bilingue et du caractère cosmopolite de la population; MJ Legault, enseignant de l'école St-Hippolyte, a souligné le besoin urgent de nommer un inspecteur d'écoles bilingues; l'abbé Gravel a exprimé la nécessité de consolider les groupes canadiens-français par la colonisation; Amédé Cléroux, agent d'immigration, a réclamé l'établissement d'une compagnie de colonisation chargée de recruter des colons au Québec; le Père Lacoste, OMI a projeté l'avenir de la langue française dans l'Ouest; Mgr Mathieu a rappelé aux délégués qu'ils s'étaient rassemblés pour étudier les moyens de préserver la langue française tout en vivant à l'ombre du drapeau britannique; enfin M. Louis Schmidt, qui avait été membre du gouvernement provisoire de Louis Riel, n'a pas été aussi modéré dans ses propos: rappelant l'histoire constitutionnelle des Territoires du Nord-Ouest, il a fait remarquer que la langue française avait déjà bénéficié dans l'Ouest de la « liberté de la cité.» Du reste, les droits constitutionnels des Canadiens français avaient été bafoués et Louis Schmidt avait conseillé aux délégués de faire du bruit et même de s'agiter. Les Canadiens français de la Saskatchewan avaient prouvé que même s'ils étaient dispersés, ils étaient étroitement unis d'âme et de cœur, et que si c'était nécessaire, ils pouvaient faire bloc pour défendre leurs droits. Le Congrès de Duck Lake approuva à unanimité la fondation d'un organisme canadien-français qui porterait le nom de la Société du parler français de la Saskatchewan. Les délégués avaient abouti à la mise sur pied d'un organisme rudimentaire; tout ce qui restait à accomplir était d'affiner cette structure d'organisation, et de la faire rayonner à travers la province. Quelques mois plus tard, la Société du parler français de la Saskatchewan deviendra l'Association franco-canadienne de la Saskatchewan et en 1913 l'Association catholique franco-canadienne de la Saskatchewan.

### Création d'un réseau francophone en Saskatchewan
Les premières années d'existence de l'ACFC furent consacrées à la mise en place d'une structure administrative et à l'établissement des cercles locaux. En 1914 elle compte 44 cercles locaux. Le clergé a eu un rôle primordial dans la création de ce réseau qui demeure un pilier fondamental de la structure démocratique de l'association à l’époque. Les cercles locaux, variant d'une communauté à l'autre, s'occupaient de l'organisation d'activités culturelles de toutes sortes, musicales, théâtrales et littéraires; des manifestations nationalistes telles les fêtes de la St-Jean-Baptiste; de la promotion de l'enseignement en français; des activités de loisirs de sports, etc. C'est par le biais des cercles locaux que le clergé incite les canadiens-français en Saskatchewan de s'intéresser au projet de colonisation, d'inviter leur parenté et leurs amis de l'Est afin d'encourager l'immigration du Québec vers l'Ouest. Essentiellement prise en main par le clergé, l'immigration fut jusqu'en 1929 un dossier important pour l'ACFC. En juin 1912, lorsque les délégués de l'ACFC se rendent à Québec pour assister au premier Congrès de la langue française, ils font activement la promotion de la colonisation de l'Ouest. Au cours des années, les efforts pour sérieusement influencer une importante immigration en provenance du Québec furent systématiquement contrecarrés par les autorités du Québec. Le clergé catholique de la province de Québec ne néglige rien pour empêcher les Canadien français de venir s'établir dans l'Ouest sous prétexte qu'il y perdra sa langue et sa religion.

### «Ministère» bénévole de l'instruction française
En 1917, l'ACFC participe à la création de l'Association interprovinciale qui avait mandat premier, de recruter des enseignantes et des enseignants de langue française pour le Manitoba, la Saskatchewan et l'Alberta. En plus, cette même année elle organise une collecte de fonds en vue de financer une campagne de sensibilisation en faveur du français dans les écoles. Afin de renforcer la force des Franco-canadiens dans le domaine de l'éducation, l'Association des commissaires des écoles franco-canadiennes (ACEFC) sera créée en 1919. En 1920, l'ACFC pilote une collecte de fonds pour le Collège Mathieu établi à Gravelbourg deux années plus tôt. Les Franco-canadiens y contribueront presque 25 000 $. L'Association interprovinciale fut dissoute en 1925 et l'ACFC devient un quasi-ministère d'Éducation française en Saskatchewan. Elle développe les curriculums d'études et instaure un système de concours de français, de mérites et de diplômes administrés aux écoles où il y a majoritairement des francophones. Elle continue également le travail de recruter des professeurs francophones et a s'assurer de la disponibilité des manuels scolaires. Ces programmes furent gérés par le Conseil permanent de l'éducation française, un comité créé par l'ACFC en 1925 et qui a maintenu ses activités jusqu'en 1968. Entre 1923 et 1965, l'ACFC a maintenu, en partageant les responsabilités avec les diocèses de Prince Albert et de Regina et de Gravelbourg, le service des Visiteurs d'écoles francophones.

### Démarches politiques
Dès ses débuts, les Franco-canadiennes et les Franco-canadiens se sont appuyés sur la force d'une organisation provinciale pour faire reconnaître la place de la langue française parmi les dirigeants politiques. Entre autres l'ACFC appuya la nomination de l'avocat Me Arthur Marcotte de Ponteix au Sénat. En 1930, dans une demande fait auprès du premier ministre R.B. Bennet, l'ACFC soutient qu'il n'y avait aucun doute que cette nomination de Me Marcotte sera accueillie comme un indice des sentiments du gouvernement fédéral à l'égard des francophones. « Une nomination canadienne-française nous apparaîtra comme un louable désir du gouvernement fédéral de sauvegarder les droits de la minorité canadienne-française et de promouvoir, dans la mesure de son pouvoir, une meilleure entente entre les deux races qui cohabitent ce pays ». Le 6 juillet 1931, M. Marcotte devient sénateur. En 1929, l'ACFC entreprend des démarches auprès de la Société canadienne des postes pour rendre bilingues les timbres canadiens. Entre 1933 et 1935, on revendiquera le même bilinguisme pour la monnaie canadienne. Les démarches politiques sont également poursuivies dans le domaine scolaire. La reconnaissance des équivalences au niveau des certificats d'enseignement entre la province de Québec et de la Saskatchewan a longtemps un été point de litige entre l'ACFC et le Ministère de l'Éducation de la Saskatchewan. Faisant face à un certain vis-à-vis de la pénurie d'enseignants de langue française l'ACFC a même tenté de proposer un cours d'anglais exceptionnel dans certaines écoles normales du Québec afin de faciliter la reconnaissance des diplômes d'enseignement québécois en Saskatchewan. Nombreuses aussi furent les actions en justice où les écoles furent accusées d'enseigner trop d'heures dans la langue de Molière. Le support d'un organisme provincial a permis aux franco-canadiens de continuer à réclamer : de 1912 à 1992, la présentation de mémoire et de requêtes auprès des divers paliers gouvernementaux, commissions d’enquête et agences gouvernementales ne cessera de jaillir du secrétariat provincial.

### Radio française
La période qui se situe entre 1944 (année de la fondation de Radio-Ouest-Française et le début de la grande campagne de souscription au Manitoba, en Saskatchewan et en Alberta) et l'année de l'ouverture des postes de radio CFNS et CFRG (1952) marquent la grande lutte pour l'obtention d'un service de radio en langue française en Saskatchewan. Au cours des années 1930, l'ACFC avait déjà, à maintes reprises, fait appel auprès de la Commission canadienne de la radio, et à partir de 1936 auprès de la Société Radio Canada, demandant que quelques émissions soient diffusées en français en Saskatchewan. Ce n'est qu'après la Seconde Guerre mondiale qu'un projet de cette envergure devient possible. 

### Bilinguisme officiel au Canada et développement personnel

Drapeau fransaskois

L'échiquier politique au Canada fut radicalement bouleversé au début des années soixante. Le réveil du nationalisme québécois au début des années 1960 force les gouvernements à prêter l'oreille aux revendications et aux demandes de la population de langue française. Des laïcs prennent en mains les rênes des grands organismes de regroupement national, dont l'ACFC (qui devient en 1964 l'Association culturelle franco-canadienne de la Saskatchewan) et libérés de l'écrasante tâche de servir de « ministère » de l'Éducation française, ils se tournent vers l'animation socioculturelle. La Commission royale d'enquête sur le bilinguisme et le biculturalisme conclut, en 1967, que les francophones n'occupent pas la place qui leur revient dans la fonction publique du pays et que les minorités francophones reçoivent un traitement inférieur à la minorité anglophone au Québec. Le gouvernement Trudeau fait passer la Loi sur les langues officielles en 1969. La commission d'enquête Laurendeau-Dunton aura déclenché un désir d'affirmation chez les Fransaskoises et les Fransaskois. En 1961, un cours de personnalité est offert à la population de la région de Vonda, Prud'homme et Saint-Denis par le directeur de l'ACFC de l'époque, M. Jean-Paul Descôteaux. Cette formation personnelle visait la création d'une nouvelle génération de chefs de file franco-canadiens. Entre 1968 et 1975, les activités de l'ACFC furent axées davantage sur les programmes qui mettront en valeur l'individu au sein des communautés francophones de la province. Des programmes telle l'animation sociale, la mise sur pied de centres culturels, la diffusion de la culture ainsi que la mise sur pied d'activités visées spécifiquement pour la jeunesse fransaskoise. Les années 1970 se démarquent également par la création de nouveaux organismes sectoriels, vouées à des sphères d'activités spécifiques, des mandats précis et à des clientèles cibles. Malgré quelques changements à la loi scolaire de la Saskatchewan en 1969, la situation de l'enseignement du français laisse toujours à désirer. La mise sur pied du BMLO par le gouvernement provincial en 1980 fut le fruit de longues démarches entreprises par les dirigeants de l'ACFC. Les enjeux plus contemporains de l'ACFC et de la communauté fransaskoise dans son ensemble résident dans l'application des droits acquis par la Charte canadienne des Droits et Libertés de 1982, dans la mise en place d'une structure efficace pour une saine gouverne de l'ensemble des structures fransaskoises et dans la définition et l'élaboration de l'Espace fransaskois des futures générations de francophones de la Saskatchewan.

## Revendications de l'Assemblée communautaire fransaskoise

### Cause Mercure
En 1986, l’ACFC prend en charge la continuité de la cause du Père Mercure en Cour suprême du Canada pour la reconnaissance du français devant la législature et les tribunaux de la province de la Sasaktchewan. Le 25 février 1988, la Cour suprême du Canada rend sa décision : il est reconnu que l'article 110 de l'Acte des Territoires du Nord-Ouest avait été incorporé dans l'Acte de la Saskatchewan de 1905. Le français avait donc encore un statut légal à l'Assemblée législative et devant les tribunaux de la province. De plus, les lois de la province devaient être adoptées en anglais et en français.

### Réseau en immigration francophone (RIF-SK)
En mars 2004, le réseau provincial en immigration est mis en place afin de concerter les organismes qui peuvent appuyer les efforts communautaires pour accueillir les nouveaux arrivants francophones. Il deviendra le RIF-SK en 2013. Le réseau provincial en immigration a pour objectif de favoriser le développement de services et de ressources d’accueil et d’inclusion des nouveaux arrivants francophones au sein de la communauté fransaskoise.

### Solidarité avec la nationMétis
Les 18 et 19 août 2007, une première Table rondes franco-métis est organisée à Batoche. Plus tard, d'autres tables rondes auront lieu à Willow Bunch et à North Battleford. Elles sont réalisées en collaboration avec l’Institut français à l’Université de Regina.
Le 28 février 2012, un Pacte de solidarité est signé avec l’organisme Métis Nation-Saskatchewan.

### Drapeau fransaskois
En 2005, l'ACF entame des revendications pour faire reconnaître le drapeau fransaskois par la province.

### Entente Canada-communauté
En 1988, le gouvernement fédéral signe une première entente et s'engage à soutenir le développement de la communauté fransaskoise.

### Inclusion
Le 16 septembre 2006, le rapport final de la Commission sur l’inclusion De la minorité à la citoyenneté est publié dans le but d’encadrer l’inclusion au sein de la communauté fransaskoise.

### Revendication des services en français aux niveaux provincial et fédéral
En 1989, mise en place de l'Office de coordination des affaires francophones devenue maintenant la Direction des affaires francophones au gouvernement de la Saskatchewan.

## Historique du nom
Avant de porter le nom d'ACF, l'organisme a été connu sous plusieurs dénominations. Au tout début, il se calque sous la dénomination des Sociétés du parler français et brièvement la nouvelle association sera connue comme l'Association franco-canadienne (AFC). L' Association catholique franco-canadienne de la Saskatchewan (ACFC) fut adoptée en 1913, l'année suivant sa fondation. En 1962, on substitue le mot catholique pour le remplacer par le mot culturel afin de refléter la laïcisation de l'organisme. L'ACFC sera connu sous la dénomination d’Association culturelle franco-canadienne de la Saskatchewan (ACFC). En 1999, à la suite des états généraux de la communauté fransaskoise, l'association est renommée Assemblée communautaire fransaskoise (ACF) pour refléter sa structure.
Depuis sa création en 1912, de nombreux présidents se sont succédé.